# Air Meuse
Air Meuse était une compagnie aérienne belge (liste des codes AITA des compagnies aériennes| code OACI : AMZ) filiale régionale de la Sabena basée à l'aéroport de Liège et opérant entre 1990 et 1997.

## Historique
La compagnie fut fondée sous le nom de DAT Wallonie le 11 septembre 1990 par un consortium regroupant la Sabena (49%), MeuseInvest (25%), DAT (16%) et des investissements publics (10%) dans le but de stimuler l'aviation régionale depuis l'aéroport de Liège.
Elle prit par la suite le nom d'Air Meuse, du nom du fleuve éponyme belge, qui traverse Liège.
Elle cessa ses opérations le 21 aout 1997.

## Flotte
Air Meuse opéra deux appareils:
- 1 Embraer EMB 120 (OO-MTD)
- 1 British Aerospace BAE 146-200 (OO-MJE)

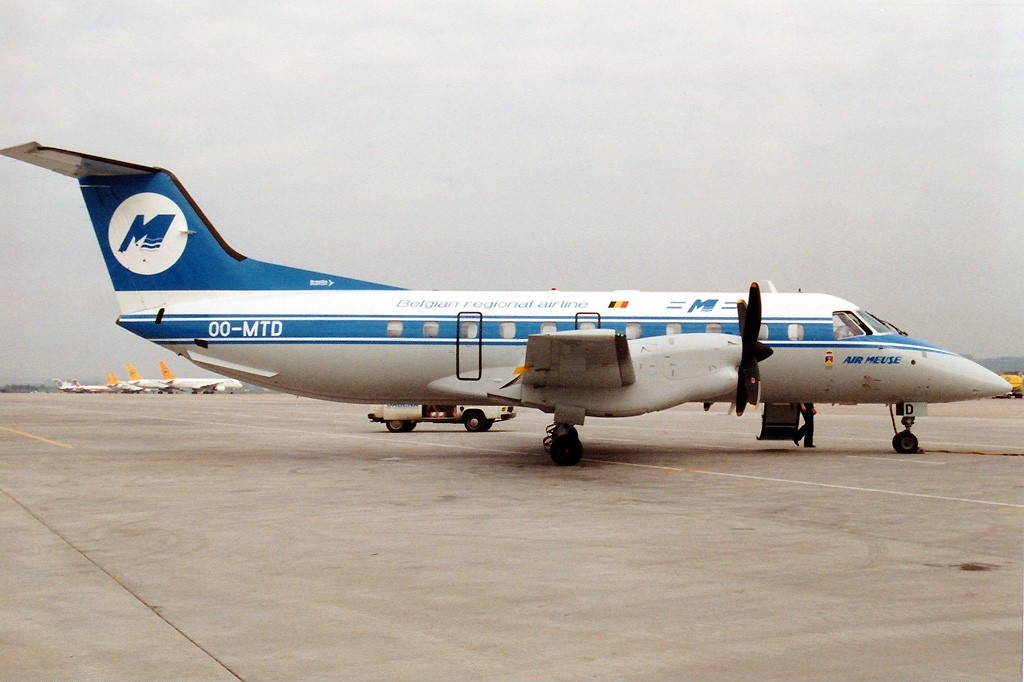
L'Embraer Brasilia OO-MTD à Stuttgart en 1991.
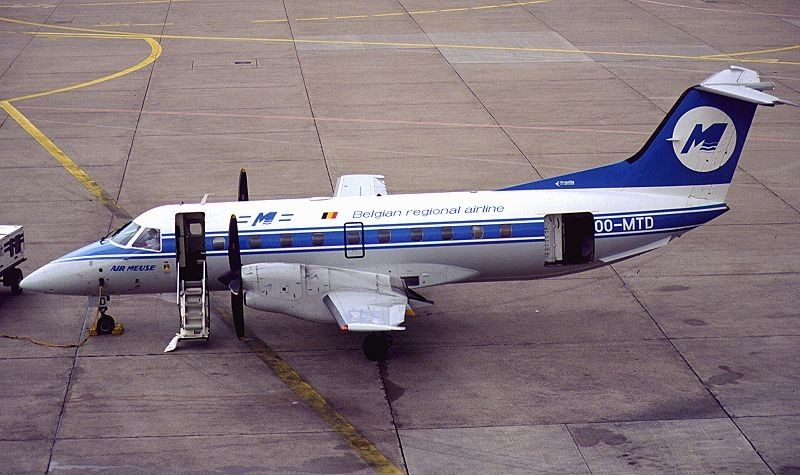
L'Embraer Brasilia OO-MTD à Düsseldorf en 1991.994.
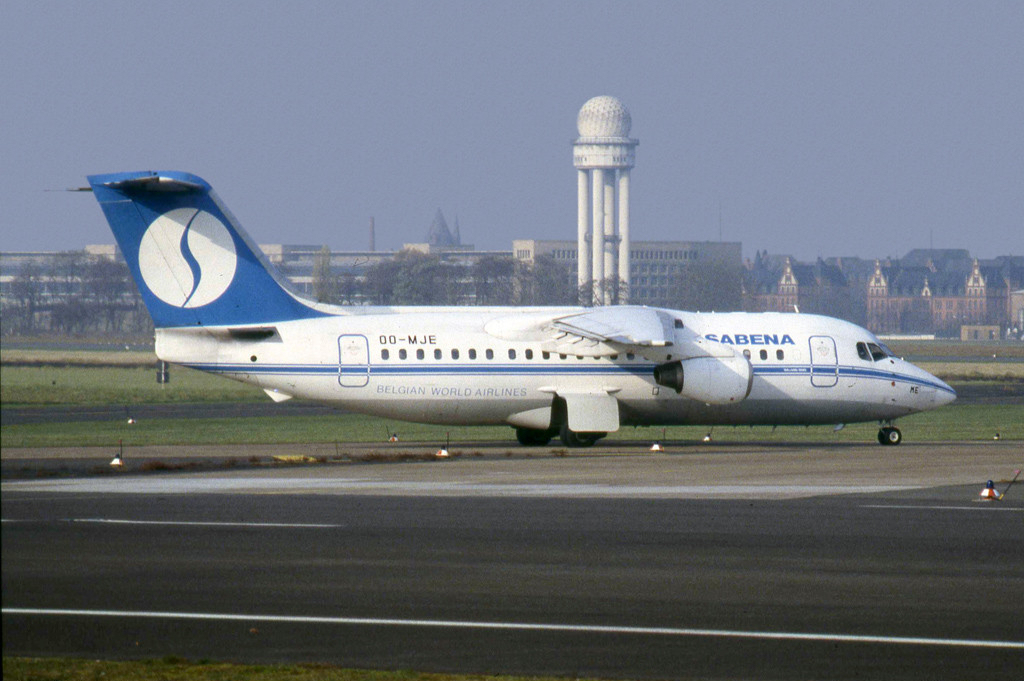
Le BAE 146 OO-MJE aux couleurs de la Sabena en